# Джонаголд
Джонаго́лд — сорт яблуні. Джонагоред — забарвлена мутована версія Джонаголда.
Отриманий шляхом схрещення яблунь сортів Голден делішес та Джонатан у 1953 році у Нью-Йорку. З початку 70-х років проходить первинне, а з середини 80-х — широке виробниче випробування у насадженнях наукових установ Лісостепу та Степу України. На південному Поліссі випробовується переважно на морозостійких скелетоутворювачах.
Дуже популярний сорт в Бельгії і згідно сайту US Apple Association один з 15 найпопулярніших сортів в США. У Бельгії дуже багато яблук цього сорту висаджено біля Сінт-Трейдена. Станом на 2006 рік це другий за популярністю сорт яблук, він займає 1782 га (19 %) із 9562 га. Elstar займає перше місце. На конкурсі яблук в Університеті Бонна в 2005 році Джонаголд зайняв перше місце як найбільше яблуко. У Бельгії вважається дешевим сортом яблук.
Дає великі солодкі плоди з тонкою шкірою. Завдяки цьому сорт набув великої популярності у комерційному використанні.
Зимостійкість нижча за середню. Стійкість до парші середня, до борошнистої роси — низька.
Дерево сильноросле, з широкоовальною кроною в молодому віці та кулястою (середньоазагущеною) у період повного плодоношення. Скелетні гілки відходять від стовбура під широким кутом. Пробуджуваність бруньок вища за середню, пагоноутворювальна здатність середня. Плодоносить на кільчатках, плодових прутиках та однорічному прирості.
Цвіте у середні строки. Триплоїд. Зав'язування плодів від вільного запилення — 9—21 %. Найкращі запилювачі: Айдаред, Глостер, Джонатан, Ельстар, Кокс Оранж Пепін, Чемпіон. Швидкоплідний, у плодоношення вступає на третій рік після садіння. В умовах Київщини врожайність 5—7-річних дерев становить 10—15 кг, 10—12-річних — 40—55 кг плодів.
Плоди більші за середній розмір (8-9 см) і великі (170—220 г), одномірні, округлі, зеленувато-жовті, з оранжево-червоним розмито-смугастим досить яскравим рум'янцем на 2/3 поверхні. Шкірочка середньої товщини, щільна, еластична, гладенька, блискуча. М'якуш жовтий, щільний, соковитий, відмінного, дуже гармонійного кисло-солодкого смаку (4,6 бала).
Знімна стиглість настає наприкінці вересня, споживча — у січні. У сховищі плоди зберігаються до січня—лютого, в холодильнику — до квітня. Транспортабельність висока. Використовують свіжими та на виготовлення марочних соків, сухих порошків.

## Галерея

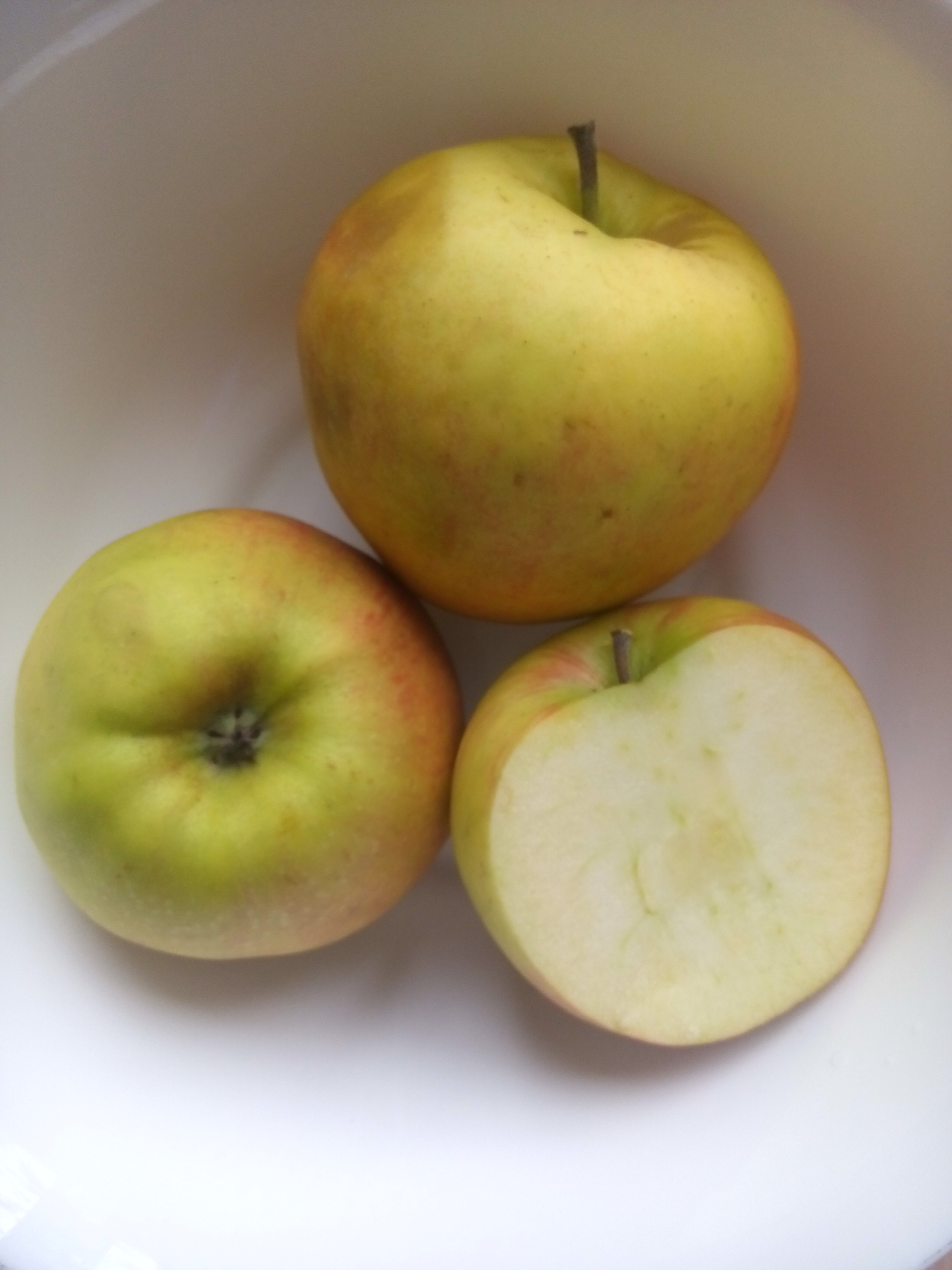
Яблука Джонаголд у Чернігові, 2016
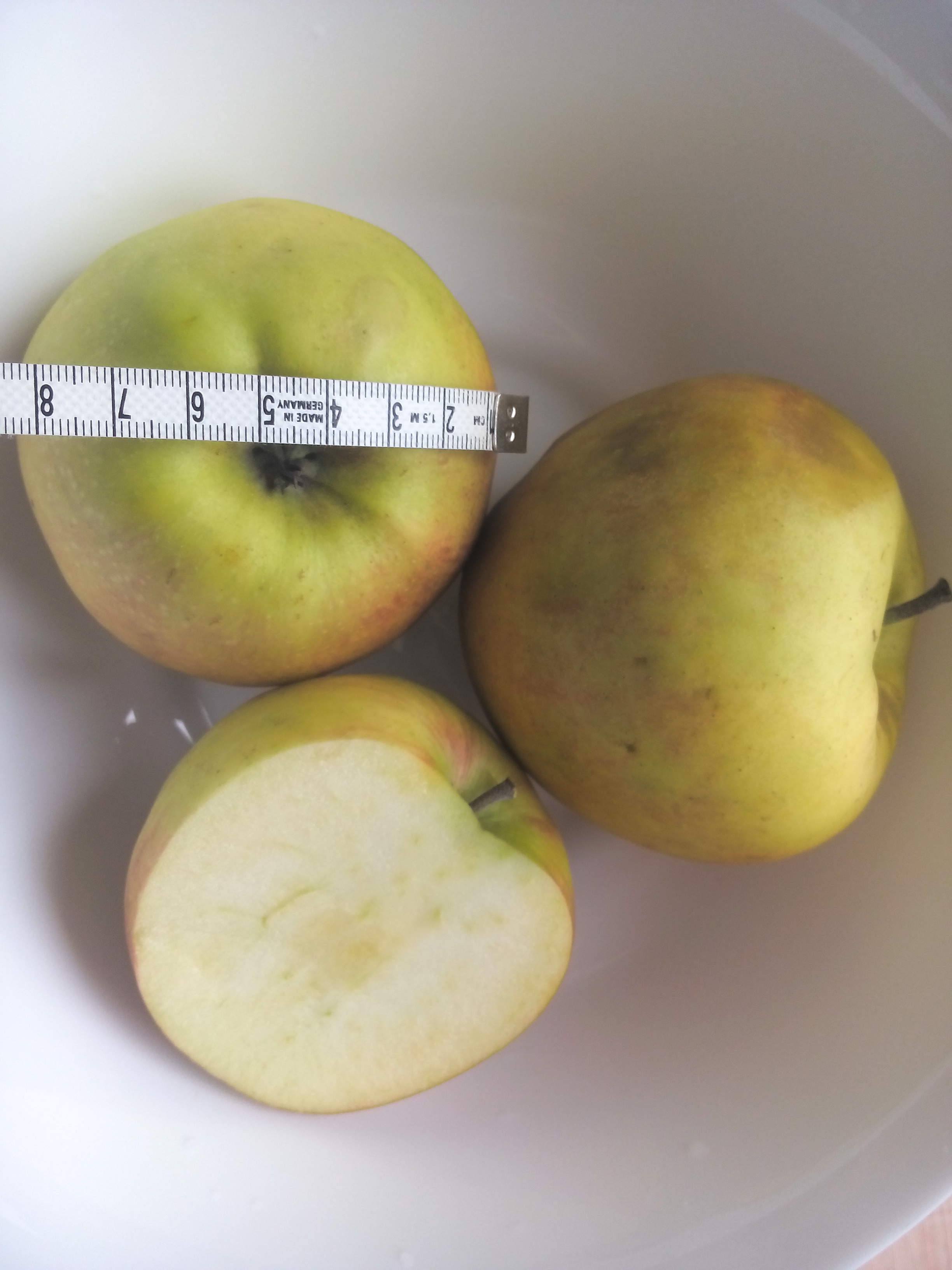
Видно білу м’якоть, плоди досить великі (8-10 см) і важкі
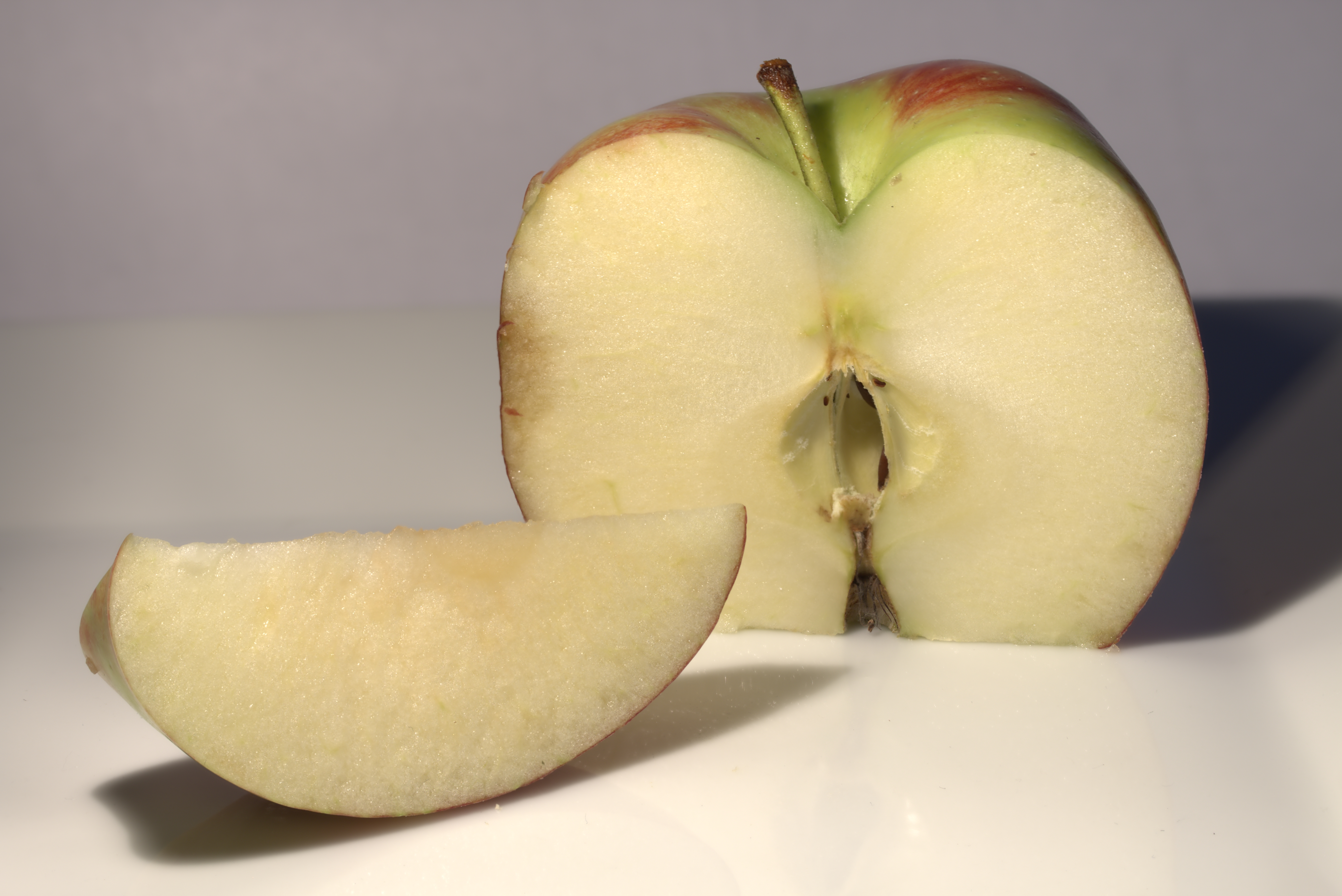
М’якоть
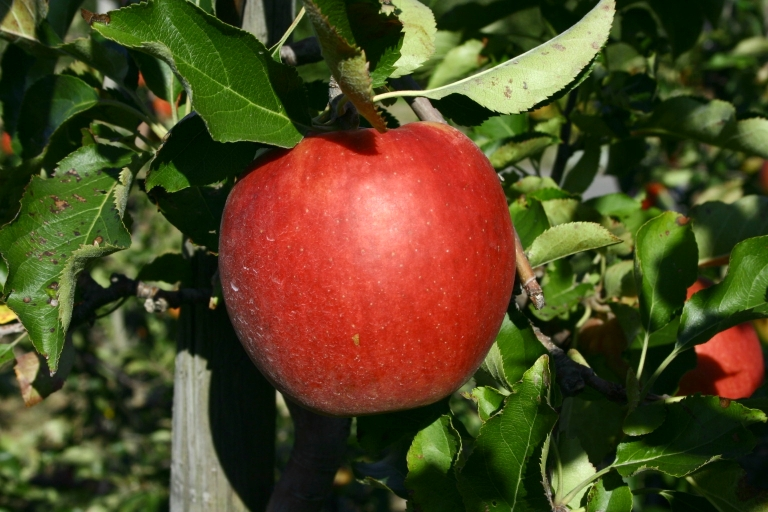
Jonagored на яблуні
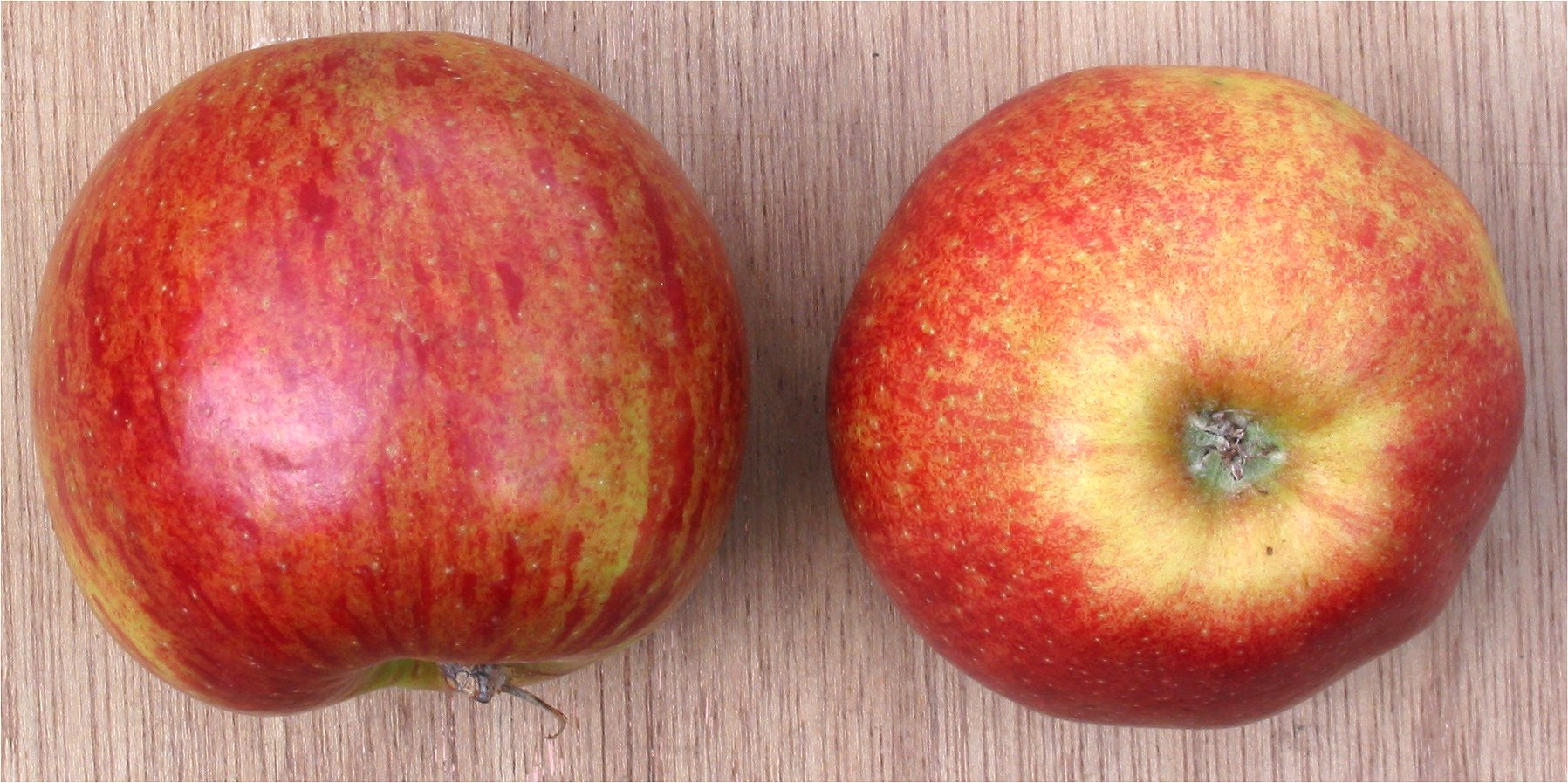
Червоніший підвид
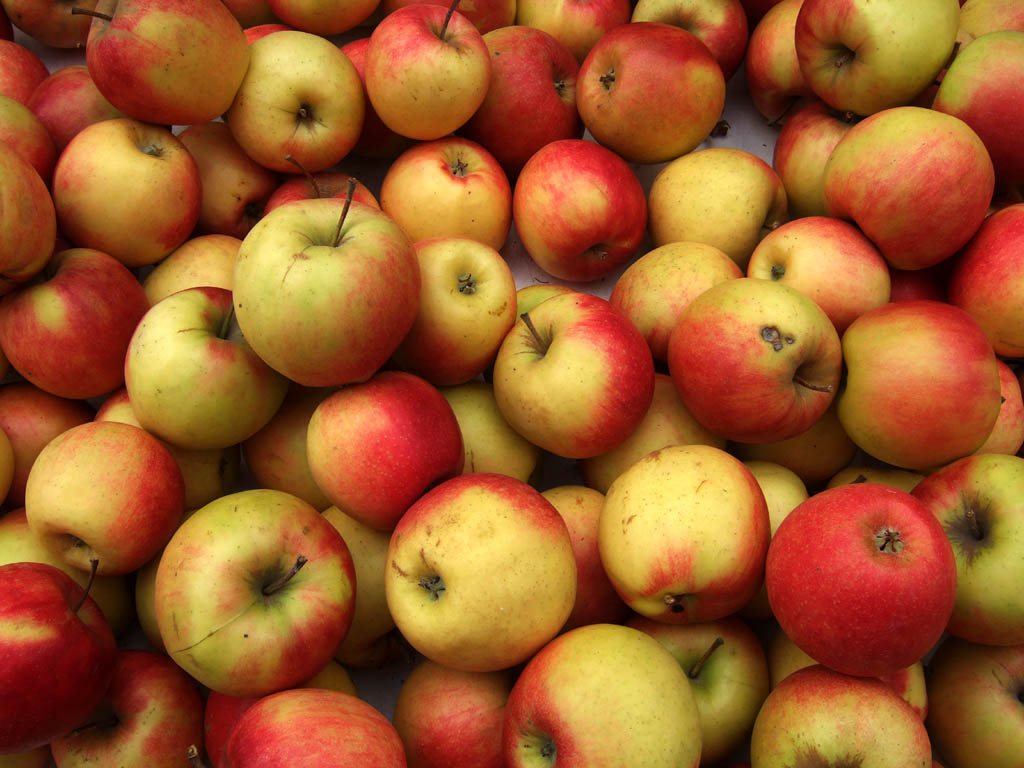
Яблука розсипом
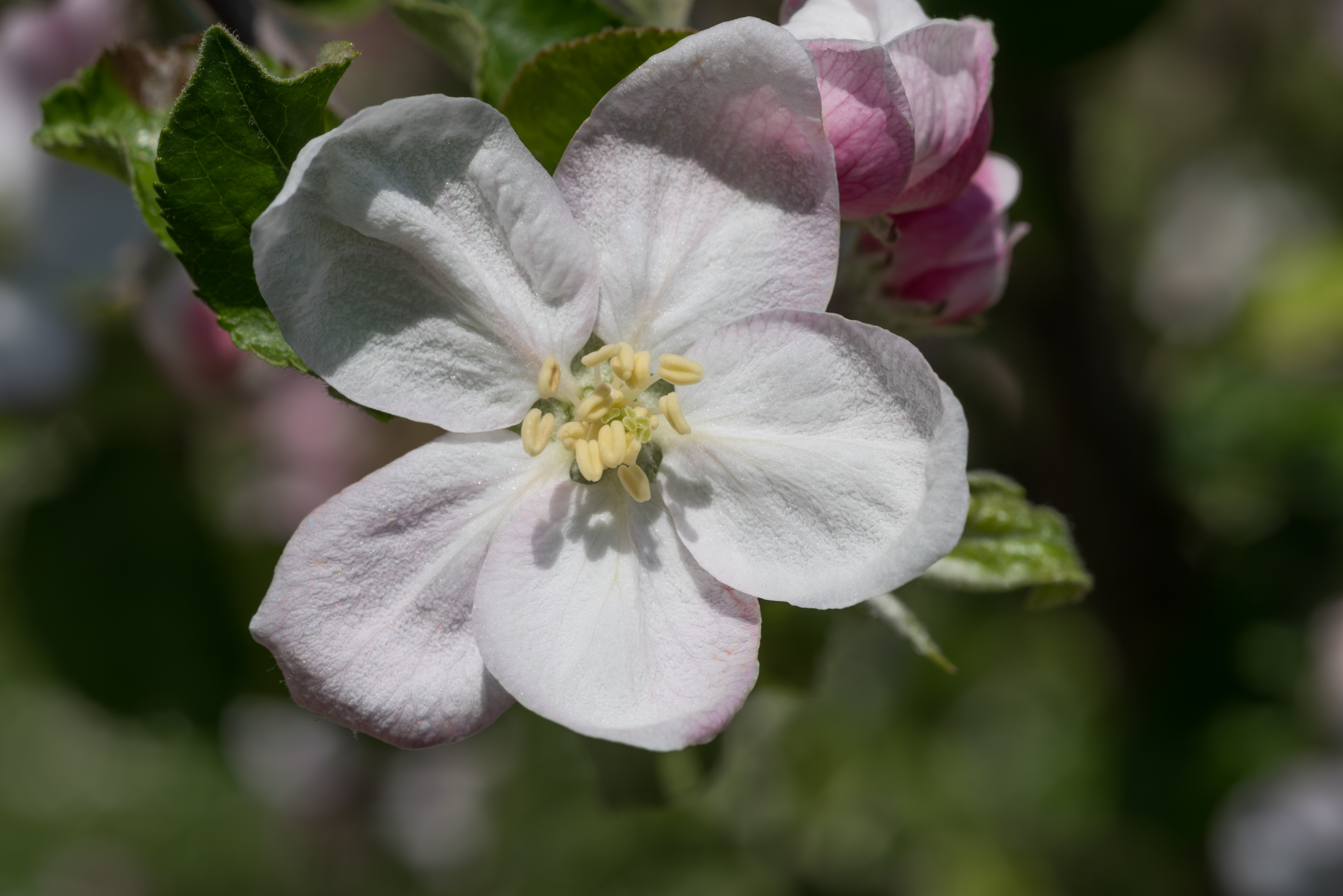
Квіти